# HUN-REN Wigner Fizikai Kutatóközpont Részecske- és Magfizikai Intézet
A HUN-REN Wigner Fizikai Kutatóközpont Részecske- és Magfizikai Intézet (rövidítve HUN-REN Wigner FK RMI) kutatásokat folytat többek között a részecskefizika, magfizika, relativitáselmélet, űrfizika, plazmafizika és anyagtudomány területén.

## Jogelődeinek története
Az MTA Központi Fizikai Kutatóintézet Részecske- és Magfizikai Kutatóintézet (MTA KFKI RMKI) 1975-ben jött létre, mint az ekkor kutatóközponttá alakuló Központi Fizikai Kutatóintézet (KFKI) egyik intézete. Igazgatója Szegő Károly lett. 1992. január 1-én a KFKI intézetei a Magyar Tudományos Akadémia önálló kutatóintézetei lettek. Az RMKI nevében megtartotta a KFKI rövidítést és MTA KFKI Részecske- és Magfizikai Kutatóintézet (MTA KFKI RMKI) néven működött tovább. Az igazgató továbbra is Szegő Károly volt 2002-ig.
Az intézet 2012-ben az MTA Szilárdtestfizikai és Optikai Kutatóintézettel együtt az így létrejött MTA Wigner Fizikai Kutatóközpont intézeteiként működött tovább. 2019. szeptember 1-től az MTA kutatóintézetei, így a Wigner FK is, önálló intézetekként működtek tovább, a 2019. augusztus 1-én alapított Eötvös Loránd Kutatási Hálózat (ELKH) részeként. 2024. január 1-től az ELKH HUN-REN (Hungarian Research Network, Magyar Kutatási Hálózat) néven működött tovább; a Wigner FK RMI hivatalos neve így 2024. január 1-től HUN-REN Wigner Fizikai Kutatóközpont Részecske- és Magfizikai Intézet lett.

## Kutatási területe
- Részecskefizika és ultrarelativisztikus nehézionfizika
- Anyagtudományi kutatások
- Űrfizika
- Elméleti fizika (magfizika, részecskefizika, relativitáselmélet)
- Termonukleáris plazmafizika és lézerfizika
- Neurobiológia és nukleáris biofizika